# Pteropsaron incisum
Pteropsaron incisum és una espècie de peix de la família dels percòfids i de l'ordre dels perciformes.

## Descripció
Fa 5,2 cm de llargària màxima. 5 espines i 18-20 radis tous a l'aleta dorsal i 22-23 radis tous a l'anal. 32 vèrtebres.

## Hàbitat i distribució geogràfica
És un peix marí i batidemersal (entre 116 i 307 m de fondària), el qual viu al Pacífic oriental: les illes Hawaii i Xile.

## Observacions
És inofensiu per als humans.